# Acacia striata
Acacia striata é uma espécie de leguminosa do gênero Acacia, pertencente à família Fabaceae.